# Mycale mytilorum
Mycale mytilorum är en svampdjursart som beskrevs av Annandale 1914. Mycale mytilorum ingår i släktet Mycale och familjen Mycalidae. Inga underarter finns listade i Catalogue of Life.